# Coelopacidia madagascariensis
Coelopacidia madagascariensis är en tvåvingeart som beskrevs av Günther Enderlein 1911. Coelopacidia madagascariensis ingår i släktet Coelopacidia och familjen borrflugor.
Artens utbredningsområde är Madagaskar. Inga underarter finns listade i Catalogue of Life.